# Cesarstwo Nicejskie
Cesarstwo Nicejskie – stosowana w historiografii nazwa państwa założonego w 1204 roku przez Teodora Laskarysa i jego popleczników na terenie Azji Mniejszej. Państwo to było jednym z państw-spadkobierców Cesarstwa Bizantyńskiego, które upadło po zdobyciu przez siły IV krucjaty Konstantynopola i powstaniu tam łacińskiej monarchii. Trzeba jednak zaznaczyć, iż określenie „nicejskie”, jak i samo „założenie państwa” są używane tylko umownie, podobnie jak określenie „bizantyńskie” czy „założenie” Cesarstwa Bizantyńskiego przez Konstantyna.
Dla władców cesarstwa, jego mieszkańców i dużej części ortodoksyjnych chrześcijan, jak i z czasem sąsiadów, było to po prostu Cesarstwo Rzymskie, tyle że „na uchodźstwie”. Głównym miastem nie był więc Konstantynopol, „Nowy Rzym”, a Nicea, od której pochodzi nazwa stosowana w historiografii. W mniemaniu swoim i dużej części współczesnych Teodorowi, Laskarys nie zakładał żadnego państwa. Wobec upadku dotychczasowej stolicy i abdykacji dotychczasowych władców, w celu ochrony państwowości rzymskiej i autorytetu cesarskiego po prostu przeniósł się do Nicei, gdzie koronowano go na cesarza. W swoich pretensjach Teodor nie był osamotniony, ale wagi jego roszczeniom dodawał fakt koronacji cesarskiej, dokonanej przez ortodoksyjnego patriarchę Konstantynopola (który na czas łacińskiej „okupacji” miasta basileusów, również rezydował w Nicei).
Po 1204 roku prawo do tytułu cesarza rzymskiego uzurpowało sobie kilku innych Rzymian (Greków) z pochodzenia. Najpoważniejszymi z nich byli władcy Epiru, których historia zna jako cesarzy Tesaloniki oraz władcy Cesarstwa Trapezuntu. To jednak Cesarstwo Nicei w 1261 roku ostatecznie odebrało łacinnikom Konstantynopol, przywróciło ortodoksyjny patriarchat i odbudowało silną pozycję państwa.

## Sytuacja w Bizancjum
Upadek Konstantynopola był szokiem dla świata greckiego, wieści o tym wydarzeniu przyjmowano z niedowierzaniem. W świadomości mieszkańców Cesarstwa i jego sąsiadów było ono wieczne, choćby z racji długiej i bogatej historii. Poruszenie spowodowane wieściami o upadku stolicy nie spowodowało jednak zwarcia szeregów w społeczeństwie greckim, ani też nie oznaczało przeprowadzenia jakichś reform mających uratować państwo. Podstawową przyczyną był fakt, że Konstantynopol, miasto cesarzy, był podstawowym spoiwem łączącym różne, odmienne pod względem etnicznym, gospodarczym czy nawet religijnym, prowincje. Jego zdobycie przez łacinników w oczach mieszkańców Bizancjum oznaczało zatem upadek całego cesarstwa i faktycznie, tak też się stało.
Ideologia silnej władzy centralnej, choć w XIII wieku była już fikcją, spowodowała, iż nikt poza tą władzą nie poczuwał się do odpowiedzialności za losy państwa. Uosobieniem i właścicielem państwa był cesarz i dwór rezydujący w Konstantynopolu. Postępująca feudalizacja społeczeństwa spowodowała powstanie grupy bogatych i wpływowych możnych, zwanych archontami, którzy jednak w żaden sposób nie czuli się współodpowiedzialni za państwo. Przeciwnie, wielu z nich było skupionych wyłącznie na realizowaniu swoich interesów, a władza cesarska była przez nich postrzegana jako przeszkoda i ograniczenie. Możni nie mieli zatem zamiaru ratować Bizancjum.
Podobnie rzecz miała się z resztą społeczeństwa. Wysokie podatki, brak ochrony przed nadużyciami urzędników i arystokracji, ostentacyjny dostatek dworu, przywileje podatkowe dla obcych i wiele innych, podobnych czynników, spowodowały zerwanie więzi między zwykłymi mieszkańcami a władzą centralną. Była ona postrzegana jako nieomal obca, element ucisku, wiecznie pragnący pieniędzy i nie dający w zamian żadnych gwarancji i usług. Lokalni przedstawiciele władzy często byli przysyłani ze stolicy, nie mieli żadnych związków z terenami, którymi administrowali. Na domiar złego często postrzegali oni urząd jako okazję do dorobienia się, znane są przypadki nakładania dodatkowych obciążeń fiskalnych na ludność czy kradzież podatków należnych władzy centralnej.
Oprócz braku więzi z państwem społeczeństwo cesarstwa trapiła inna choroba – brak silnego poczucia więzi między jego mieszkańcami. Jedną z przyczyn takiego stanu rzeczy był fakt, że Bizancjum nigdy nie było państwem jednolitym etnicznie. Mieszkańcy różnili się pochodzeniem i językiem, obok siebie żyli na przykład Grecy, Żydzi, Syryjczycy, Arabowie, Turcy, Słowianie, Ormianie czy łacinnicy. Istniały także różnice religijne, mieszkańcy praktykowali różne wyznania chrześcijańskie, także te uważane za heretyckie oraz judaizm i islam. Problem integracji między ogółem społeczeństwa nie powinien więc dziwić, ale sięgał on znacznie głębiej i dotyczył nawet poszczególnych grup etnicznych, szczególnie będących większością w cesarstwie Greków. Przejęcie handlu wewnętrznego przez łacinników spowodowało zamarcie kontaktów między poszczególnymi regionami cesarstwa w Europie i Azji Mniejszej. Ich mieszkańcy nie stykali się ze sobą, rosły regionalne różnice. Słaba identyfikacja z państwem również nie działała na korzyść mocniejszych więzi. Ludzie zamykali się w obrębie niewielkich wspólnot wiejskich, lub miejskich i nie interesowały ich losy całej reszty społeczeństwa. Zwykli mieszkańcy również nie mieli ochoty umierać za cesarstwo. W zasadzie jedynym mocnym czynnikiem integrującym był fakt, iż większość przynależała do kościoła greckiego.
Rozdźwięk między państwem a arystokracją i między państwem a społeczeństwem był jeszcze dopełniany przez rozłam między elitami a zwykłymi mieszkańcami. Archonci byli postrzegani nieomal jako tyrani, nakładali na ludzi dodatkowe obciążenia fiskalne, zmuszali do służby na swoich dworach lub w wojskach, często nielegalnie sprawowali nadzór sądowy i nie szanowali poddanych. Ich interesów również nikt nie miał zamiaru bronić, a Grecy nie widzieli różnicy między archontami a łacińskimi rycerzami.

## Próby reakcji
Wszystkie wyżej wspomniane czynniki sprawiły, że gdy po zdobyciu Konstantynopola łacinnicy podzielili między siebie ziemie cesarstwa i rozpoczęli podbój tych, które nie znajdowały się w ich rękach, nie napotkali w zasadzie na żaden opór ani ze strony możnych, ani ze strony społeczeństwa. Walkę podjęli tylko nieliczni i to zazwyczaj, jak na przykład Leon Sguros w Grecji, w obronie własnych interesów, a nie państwa. Nawoływania kandydatów do cesarskiej korony, którzy uciekli z Konstantynopola, trafiały przeważnie w próżnię. Aleksy III i Aleksy V próbowali organizować opór w Macedonii, ale nie spotkali się z zaangażowaniem miejscowych. Wspomniany Sguros, walczący w obronie własnych posiadłości, został pobity i pozbawiony władzy przez krzyżowców prowadzonych przez Bonifacego z Montferratu. Zwycięzcy założyli szereg władztw takich jak Księstwo Achai, Księstwo Aten czy Królestwo Tesaloniki. Całkowity triumf krzyżowców w europejskiej części cesarstwa wydawał się być blisko, gdy niespodziewanie Michałowi Angelosowi udało się opanować Epir i przetrzymać napór łacinników. Państwo przez niego zapoczątkowane doszło do znacznej pozycji na Bałkanach i zachowywało swoją niezależność nawet po odzyskaniu Konstantynopola przez Greków.
Po upadku Konstantynopola pochodzący z możnego rodu Teodor Laskarys, zięć cesarza Aleksego III, zebrał wokół siebie grupkę możnych i żołnierzy i zbiegł do Bitynii. Kiedy stanął pod murami stolicy prowincji, Nicei, podał się za przedstawiciela swojego teścia i zażądał wpuszczenia do miasta i podporządkowania się jego rozkazom. Lokalne władze, pozostające w konflikcie z cesarzem Aleksym III i wiedzące już o klęsce w Konstantynopolu, odmówiły. Nicejczycy udzielili schronienia jedynie Annie Angelinie, córce cesarza. Teodor udał się wraz ze zbrojnymi w okolice góry Olimp, gdzie założył swoją kwaterę i rozpoczął werbowanie wojsk oraz skupiał wokół siebie ludzi wrogich nowemu, łacińskiemu panowaniu.
Stał się więc w zasadzie niezależnym władcą, ale jego działalność nie była wówczas wcale wyjątkowa. W innych należących do cesarstwa częściach Azji Mniejszej możni lub dowódcy wojskowi robili to samo. Na przykład w Filadelfii Teodor Mangafas ogłosił się niezależnym władcą, podobnie jak Saba Asyden w Samsunie, nieopodal Miletu i Manuel Maurozomes w dolinie Meandru. W Trapezuncie, jeszcze przed upadkiem Konstantynopola, władzę zdobył Aleksy Komnen, który później ogłosił się cesarzem. Dzięki pomocy wojsk gruzińskich i poparciu greckiej ludności Aleksy rozciągnął swoje panowanie nad niemal całym małoazjatyckim wybrzeżem Morza Czarnego i nad Paflagonią.
Teodor, który nosił się z zamiarem ogłoszenia się cesarzem i walki z łacinnikami w celu odbudowy cesarstwa, znajdował się więc w trudnym położeniu. Oprócz sił łacińskich zagrażali mu także greccy rywale, ale największym problemem była bierność Nicei, która najprawdopodobniej zamierzała podporządkować się cesarzowi łacińskiemu Baldwinowi z Flandrii. Mimo przeciwności Teodorowi udało się zebrać trochę wojska, a jego władzę uznało kilka twierdz i mniejszych miast w Bitynii.

## Początki
Jeszcze w 1204 roku hrabia Ludwik z Blois, który na mocy układu otrzymywał tytuł księcia Nicei, wyruszył do Azji Mniejszej, aby podporządkować sobie tereny, które mu przyznano. Łacinnicy popełnili jednak błąd, który zadecydował o zmianie nastawienia lokalnych władz i mieszkańców do Teodora. Zaczęli rekwirować majątki i przekazywać je w ręce swojego rycerstwa. Skłoniło to Greków do przechodzenia na stronę Laskarysa, który jako jedyny dawał nadzieję na skuteczny opór. Wojska Ludwika z Blois, prowadzone przez około setkę rycerstwa, wylądowały w Pegaj, zajęły Panormos i ruszyły w głąb Bitynii w stronę Pojmanenon. Tam łacinnicy natknęli się na wojska Laskarysa, które mimo zaciętego oporu nie potrafiły skutecznie przeciwstawić się szarży ciężkiej jazdy. Grecy ponieśli porażkę, a Pojmanenon i Lopadion wpadły w ręce łacinników, którzy oblegli też Prusę. Potężne fortyfikacje i zaciętość obrońców uratowały miasto, ale wycofujący się łacinnicy zajęli Nikomedię.
Jesienią tego samego roku pojawiło się w Azji Mniejszej nowe, poważne zagrożenie. Henryk z Flandrii, brat cesarza Baldwina, wylądował na czele silnego hufca w Abydos. Na jego stronę przeszli dodatkowo miejscowi Ormianie, osiedleni tu wcześniej przez cesarzy, którzy stykali się z wrogim nastawieniem greckiej ludności. Przy ich pomocy opanował niemal całą Troadę. Z Abydos wojska łacińskie pomaszerowały do Adramyttium, gdzie nie napotkały żadnego oporu. Henryk w krótkim czasie podbił więc ziemie od Hellespontu aż do zatoki Adramyttiun i to bez większych strat. Filadelfijski cesarz Teodor Mangafas wyruszył przeciwko Henrykowi, ale został szybko rozbity. Teodor Laskarys wydawał się być bezradny.
Ekspansja Henryka niespodziewanie jednak ustała. Był to efekt nowego konfliktu między łacinnikami a Bułgarami. Kałojan z bardzo silną armią obległ Adrianopol i cesarz Baldwin wezwał wszystkich swoich wasali na pomoc. Razem z Henrykiem wycofywali się także Ormianie, ale zostali oni wkrótce opuszczeni przez zachodnich sojuszników, którzy na wieść o klęsce pod Adrianopolem udali się w okolice miasta, śpiesząc na pomoc rozbitym rodakom. Grecy wykorzystali sytuację i zmasakrowali wszystkich Ormian z Troady, którym nie udało się wcześniej przeprawić przez Hellespont.
Zasługi Teodora w obronie Bitynii przed łacinnikami oraz fakt, że jako jedyny w tym regionie dysponował większymi wojskami, sprawiły, iż Nicea otworzyła przed nim swe bramy i uznała jego władzę. Miasto i cały region stały się od tego momentu osią planów Teodora w restytucji Cesarstwa Bizantyjskiego. Dwór Laskarysa był schronieniem dla wszystkich urzędników, możnych, arystokratów, żołnierzy i duchownych, którzy albo nie zgadzali się z nową władzą, albo zdążyli już wejść z nią w konflikt.

## Teodor I Laskarys
Dla uprawomocnienia swych pretensji do Konstantynopola i przewodzenia wszystkim jego byłym poddanym Teodor potrzebował korony cesarskiej. Aby uwiarygodnić swój tytuł pragnął koronacji z rąk patriarchy w związku z czym posłał w 1206 do Didymotyki, gdzie schronił się biskup Konstantynopola, Jan X Kamateros. Jan zgodził się na przybycie do Nicei i miasto to uczynił swoją siedzibą. Koronacji cesarskiej Teodora dokonał jednak dopiero jego następca Michał IV Autorejan w 1208 roku. Przeniesienie ortodoksyjnego patriarchatu konstantynopolitańskiego do Nicei uprawomocniło pretensje Laskarysa do Bizancjum. Kościół był najmocniejszym spoiwem tożsamości byłych poddanych Konstantynopola i jego poparcie oznaczało w zasadzie oficjalne uznanie tytułu przez większość, jeśli nie wszystkich rdzennych mieszkańców cesarstwa. Laskarys, w przeciwieństwie do innych, którzy dokonali uzurpacji, stawał się odtąd legalnym władcą, a jego władztwo – odrodzonym państwem basileusów. Państwo to przeszło do historii pod nazwą Cesarstwa Nicejskiego, ale dla współczesnych mu Greków było to po prostu Cesarstwo. Teodor zorganizował państwo na wzór Bizancjum, system administracji i dwór były utrzymane w zasadzie w niezmienionej formie. Ideologia sformułowana na dworze w Nicei zakładała odzyskanie wszystkich ziem zamieszkanych przez Greków i rządzonych niegdyś przez basileusów z Konstantynopola.
Początki istnienia Cesarstwa Nicejskiego wypełniają wojny. Było to spowodowane kilkoma czynnikami. Na pewno dużą rolę odgrywała rywalizacja z innymi władcami uważającymi się za spadkobierców cesarstwa, którzy również rościli sobie prawa do korony. Znajdowali się wśród nich zarówno łacińscy cesarze Konstantynopola, jak i Grecy. Kolejnymi powodem wojen było dążenie Turków seldżuckich do ekspansji w Azji Mniejszej. Państwo Laskarysa było bardzo niekorzystnie położone. Graniczyło bowiem w sposób bezpośredni z samymi wrogami. Były to zarówno tereny zajęte przez łacinników, cesarstwo braci Komnenów, ziemie Manuela Maurozomesa i Teodora Mangafasa oraz sułtanat Rumu. Do tego dochodziły jeszcze pomniejsze emiraty tureckie i niewielkie władztwa greckie.

### Wojny z Grekami
Łacinnicy, zajęci walkami z Bułgarami, chwilowo nie byli w stanie na poważnie zagrozić cesarstwu Laskarysa, ale w tym czasie doszło do wojny z ekspansjonistycznie nastawionymi braćmi Komnenami. Od momentu zdobycia Trapezuntu Dawid na czele wojsk posuwał się wzdłuż wybrzeży Morza Czarnego, zajmując kolejne ziemie. Udało mu się także podporządkować sobie Paflagonię i w 1206 roku wkroczył do Bitynii. Opanował Herakleę i pewny sukcesu, posłał swego generała, Synadenosa aby ten zajął Niceę. Laskarys tymczasem wyruszył naprzeciw armii prowadzonej przez Synadenosa. Do spotkania doszło nad rzeką Sangarios, a walki zakończyły się zwycięstwem Nicejczyków. Dawid Komnen musiał się wycofać do Heraklei, która pozostawała pod jego kontrolą.
Dzięki temu sukcesowi Teodor mógł poświęcić swoje wysiłki na podporządkowanie sobie pomniejszych władców greckich. Manuel Maurozomes, który rządził w dolinie Meandru, poślubiając córkę sułtana Ikonium, wszedł w sojusz z Seldżukami. Zagrożony przez Nicejczyków zwrócił się do swojego teścia o pomoc zbrojną. Sułtan Kaj Chusrau przysłał część swoich wojsk na pomoc sojusznikowi, ale Teodorowi kolejny raz udało się zwyciężyć i dolina Meandru weszła w skład jego państwa. Władzę Laskarysa uznał także filadelfijczyk Teodor Mangafas oraz Saba Asyden, zarządca Samsun.

### I wojna z łacinnikami
Pod koniec 1206 roku łacinnicy wznowili działania wojenne na terenie Azji Mniejszej i pozyskali sobie cennego sojusznika. Dawid Komenen, który dotychczas zarządzał częścią ziem położonych na południowym wybrzeżu Morza Czarnego w imieniu swojego brata, złożył hołd lenny Henrykowi. Wydarzenie to niosło ze sobą spore zagrożenie dla Nicei, ale z drugiej strony oznaczało skłócenie Dawida z Aleksym i zwiększało poparcie duchowieństwa greckiego dla Teodora – Komenenowie okazywali się bowiem sojusznikami łacinników. Pierwsze starcia Dawida z Laskarysem zakończyły się zwycięstwem Nicejczyków, udało im się nawet zdobyć łaciński Pegaj. Do ofensywy przystąpili wówczas łacinnicy z cesarzem Henrykiem na czele. Odbili Pegaj, a armia prowadzona przez około 140 ciężkozbrojnych rycerzy wkroczyła do Bitynii. Krzyżowcy zajęli Kyzikos, Charaks na południowym wybrzeżu zatoki nikomedyjskiej i Kiwotos oraz ufortyfikowali się w klasztorze świętej Zofii nieopodal Nikomedii. Ośrodki te służyły im jako bazy wypadowe, z których nękali okolice Nicei.
Sytuacja Teodora wydawała się być rozpaczliwa, ale udało mu się zawrzeć porozumienie z carem bułgarskim, Kałojanem. Bułgarzy i Wołosi w 1207 roku ponownie oblegli Adrianopol, a sprzymierzone z nimi oddziały Kumanów dokonywały łupieżczych rajdów na okolice Konstantynopola. Henryk musiał przerzucić większą część swych sił do Europy. Osłabione garnizony Kiwotos i Kyzikos zostały zaatakowane przez przeważające siły greckie. Sytuacja łacinników była bardzo trudna, uratowała ich dopiero odsiecz prowadzona osobiście przez cesarza. Ostatecznie oblężenie zakończyło się ewakuacją łacińskiej załogi. W międzyczasie Konstantyn Laskarys, brat Teodora, zwyciężył doświadczonego Thierrego z Los pod Nikomedią, którą ten oblegał. Krzyżowcy znaleźli się w odwrocie, a ich przetrwanie było zależne od pomocy z Konstantynopola, który tymczasem był poważnie zagrożony przez Bułgarów i nie zawsze był w stanie takiej pomocy udzielić.
Wiedząc o problemach łacinników, Teodor zaproponował Henrykowi dwuletni rozejm. Warunkiem było zburzenie przez łacinników fortyfikacji w Kyzikos i w kompleksie klasztornym Świętej Zofii. W zamian obiecywał uwolnienie wszystkich jeńców i zatrzymanie akcji militarnych na dwa lata. Łacinnicy musieli przyjąć te warunki i w 1207 roku Kyzikos i Nikomedia wpadły w ręce Laskarysa. Późniejsze wypadki nie były zbyt korzystne dla Greków. Tego samego roku, w czasie oblężenia Tesaloniki, Kałojan został zamordowany. Jego następca na tronie bułgarskim, Borił, okazał się nie być tak uzdolniony, a poza tym doszedł do władzy w wyniku zamachu i uzurpacji, co spowodowało konflikty wewnętrzne. Bułgarskie zagrożenie dla Konstantynopola było więc w dużym stopniu zneutralizowane. Wobec tego Teodor starał się zawrzeć z Henrykiem długoterminowy pokój, ale jego propozycje były cały czas odrzucane. Wiedząc o roli i znaczeniu papieża, Laskarys próbował nakłonić go do poparcia projektu pokoju między chrześcijanami i wysłał do Rzymu specjalne poselstwo. Proponował oddanie łacinnikom wszystkich europejskich posiadłości Bizancjum w zamian za odstąpienie od Azji Mniejszej. Odpowiedź Innocentego III rozwiała nadzieje Nicejczyków. Papież uznawał wprawdzie wyczyny IV krucjaty za haniebne i czuł się w obowiązku zadbać o pokojowe rozwiązanie konfliktu grecko-łacińskiego (obiecał przysłać na wschód swojego legata), ale z drugiej strony pouczał Teodora o konieczności uznania panowania Henryka, udzielenia pomocy jego wojskom w walce z niewiernymi i usprawiedliwiał podbój cesarstwa, pisząc, iż była to kara boża za greckie herezje.

### Wojna z Turkami
Teodor wykorzystał zawieszenie broni do poszerzenia swoich wpływów, tak że do 1209 roku panował już nad ziemiami rozciągającymi się od Paflagonii do Karii. Sukcesy Greków mocno zaniepokoiły sułtana Kaj Chusrau, dlatego w 1209 roku zawarł on za pośrednictwem Wenecji sojusz z łacinnikami z Konstantynopola. Laskarys odpowiedział sojuszem z Ormianami z Cylicji. Sytuacja wydawała się mniej więcej wyrównana, do czasu, gdy na turecki dwór przybył zdetronizowany cesarz Aleksy III, który w zamian za pomoc w uzyskaniu tronu w Nicei obiecywał odstąpić Turkom część ziem odrodzonego cesarstwa. Seldżucy, licząc na rozłam w obozie nicejskim, przyjęli ofertę. Sułtan, chcąc nadać swojemu działaniu znamiona legalności, wysłał do Nicei poselstwo z żądaniem abdykacji Teodora na rzecz Aleksego, w przeciwnym razie grożąc wojną. Laskarys absolutnie nie zgodził się na tureckie warunki i zaczął zbierać wojska. Sułtan uderzył więc na dolinę Meandru. Cesarz tymczasem zebrał armię, której trzon stanowiło wówczas około 800 ciężkozbrojnych łacińskich rycerzy, i w 1211 roku ruszył na obleganą Antiochię nad Meandrem. W okolicach miasta doszło do dramatycznej bitwy, która mimo ciężkich strat zakończyła się zwycięstwem Greków, a Kaj Chusrau zginął, co oznaczało koniec wojny i na pewien czas neutralizowało zagrożenie ze strony sułtanatu. Zwycięstwo pozwoliło również pozbyć się zagrożenia ze strony Aleksego III, który wpadł w ręce Teodora i został przez niego zmuszony do wycofania się z życia publicznego i wstąpienia do klasztoru.
Zwycięstwa nad łacinnikami i Turkami, jednoczenie ziem greckich i koronacja cesarska z 1208 roku sprawiły, że dwór w Nicei zalała fala arystokratów, żołnierzy, duchownych i możnych wrogo nastawionych do łacińskiego panowania. Działalność legata papieskiego w europejskiej części cesarstwa sprawiła, iż wzmagał się opór kleru greckiego wobec nowych władz, kościół zachęcał wręcz do popierania Teodora.

### II wojna z łacinnikami
Pokój z łacinnikami przetrwał do 1214 roku, kiedy to Henryk na czele licznej armii przekroczył Hellespont i praktycznie bez walki zajął Pojmanenon. Jednak już w pobliskim Lenitanes miejscowy garnizon, dowodzony przez Dermokaitesa i zięcia Teodora, Andronika Paleologa, stawił bardzo silny opór. Oblężenie tej mało znaczącej twierdzy ciągnęło się przez około 40 dni. Ostatecznie zakończyło się ono sukcesem łacinników, ale zwycięstwo to było okupione dużymi stratami. Henryk pomaszerował następnie na Nimfajon, licząc, że sprowokuje w ten sposób Laskarysa do walnej bitwy, ale cesarz nicejski, wiedzący o przewadze łacinników w otwartym polu, unikał tego typu starcia, koncentrując się na obronie warownych twierdz. Po raz kolejny los okazał się łaskawy dla Nicei. W czasie kampanii w Azji Mniejszej cesarstwo łacińskie zostało zaatakowane przez Despotat Epirski i Henryk musiał wycofać się do Europy. Teodor zaproponował wówczas pokój. Na mocy zawartego porozumienia łacinnicy zatrzymywali północno-zachodnią część Azji Mniejszej po Adramyttium na południe. Dalsze tereny, aż do granicy seldżuckiej, zostały przyznane cesarstwu w Nicei. Henryk zmarł w 1216 roku, a stosunki między cesarstwami unormowały się. Z tym że państwo łacińskie po śmierci Flandryjczyka weszło w okres zamętu i upadku, a państwo greckie cały czas rosło w siłę.
Teodor poślubił córkę cesarzowej Jolanty, Marię, chcącej w ten sposób ułagodzić Laskarysa. Gdy jednak Piotr z Courtenay zmarł, Teodor użył swojego związku jako pretekstu do ataku na ziemie cesarstwa łacińskiego. Przybycie nowego cesarza Roberta ze znacznymi siłami zmusiło Greków do zaprzestania działań wojennych i odnowienia pokoju. Teodor zaoferował nawet Robertowi rękę swojej córki, ale prawdopodobnie z powodu oporu duchowieństwa greckiego do ślubu nie doszło. Teodor, faktyczny zbawca greckiego cesarstwa, zmarł po ciężkiej chorobie w 1222 roku.

## Jan Dukas Watatzes

### Tło
Siły militarne łacinników i ich pozycja były mocno nadwyrężone. Po pierwszych sukcesach znaczna część rycerzy ze swoimi hufcami powróciła na zachód lub udała się z pielgrzymką do Palestyny. Ci, którzy zostali, wykroili dla siebie lenna, nieraz odległe od Konstantynopola, i niekoniecznie byli chętni do przybycia pod cesarskie sztandary. Wieści o klęskach łacinników w walkach z Epirem, Niceą i Bułgarami zniechęcały wielu do przybycia na wschód. Talenty Henryka z Flandrii pozwalały cesarstwu odgrywać aktywną rolę na arenie międzynarodowej, ale po jego śmierci nowy cesarz, Piotr z Courtenay, wpadł w ręce despoty epirskiego i cesarstwo przez pewien czas pozostawało bez władcy. Gdy w końcu władzę objął Robert z Courtenay, okazało się, że nie był on postacią tego formatu co Henryk.
Cesarstwo miało również potężnego wroga w osobie despoty epirskiego, Teodora Angelosa. Prowadził on bardzo przemyślną grę polityczną z papieżem, którego mamił obietnicami przejścia na katolicyzm i unii dwóch kościołów. Papież surowo zabraniał łacińskim władcom atakowania posiadłości Teodora, a ten tymczasem zbierał siły. Zajął królestwo Tesaloniki rządzone przez nieletniego króla Demetriusza, który w zasadzie nie dysponował armią. Teodor koronował się w Tesalonice na cesarza i rozpoczął odbijanie europejskich posiadłości Bizancjum. Robert próbował przeciwstawić się postępom Epiru, ale w bitwie pod Serres poniósł druzgocącą klęskę. Teodor Angelos mógł bez przeszkód skonsolidować swoje panowanie na nowo zdobytych terenach.
Tymczasem w Nicei zmarł cesarz Teodor I Laskarys. Nie pozostawił po sobie męskiego potomka, więc kwestia sukcesji pozostawała sprawą otwartą, zwłaszcza że w jego cesarstwie, podobnie jak wcześniej w Konstantynopolu, nie było jakichś jasno określonych zasad następstwa tronu. Naturalnym kandydatem do korony cesarskiej wydawał się być Jan Watatzes, mąż córki Teodora, Ireny. Jego zwolennikami było zarówno wojsko, większość możnych, jak i duchowieństwo. Miał on jednak przeciwników, którzy skupili się wokół braci Teodora, Izaaka i Aleksego Laskarysów, którzy również zgłosili pretensje do tytułu cesarskiego. Izaak i Aleksy, widząc poparcie, jakim cieszył się Jan w Nicei, zbiegli ze swymi stronnikami na dwór cesarza do Konstantynopola, gdzie spodziewali się pomocy.

### Walki z łacinnikami
Robert, chcąc zrekompensować sobie straty na rzecz Epiru, postanowił wykorzystać pretensje Izaaka i Aleksego do korony i zaatakować Niceę. Wojska łacińskie przeprawiły się do Azji Mniejszej i wylądowały w Lampsaku. Następnie skierowały się w stronę Pojmanenon, gdzie 20 lat temu krzyżowcy odnieśli zwycięstwo nad armią Teodora. Tu czekał na nich Jan Watatzes ze wszystkimi swoimi siłami. Pewni siebie łacinnicy od razu przeszli do szarży, ale mądra taktyka Greków pozwoliła im tym razem zwyciężyć. W bitwie zginęło wielu rycerzy, wielu dostało się też do niewoli, podobnie jak Izaak i Aleksy Laskarysowie.
Jan wykorzystał fakt rozbicia łacińskiej armii i zimą 1224 roku zajął Pojmanenon, Lentianes, Charioros, Werweniakon i wszystkie twierdze łacińskie po azjatyckiej stronie Hellespontu, poza Pegaj. Część wojsk nicejskich przeprawiła się do Europy, zajmując Madytos i Gallipoli. Nicejska flota opanowała także Lesbos. Grecy z Adrianopola na wieść o zbliżających się wojskach Watatzesa zmusili do wycofania się z miasta łaciński garnizon. Wysłali posłów do wojsk nicejskich, oferując poddanie Adrianopola. Doszło do porozumienia i oddział wojsk Watatzesa wyruszył, aby obsadzić miasto. Na przeszkodzie stanął jednak cesarz Tesaloniki, Teodor, który dowiedziawszy się o sukcesach Nicei, wyruszył w kierunku Adrianopola, jednocześnie przekonując jego mieszkańców przez posłów o swojej wyższości nad rywalem z Azji Mniejszej. Wojska Jana odstąpiły od miasta i wycofały się.
Oddanie Teodorowi władzy nad Adrianopolem okazało się korzystnym rozwiązaniem. To Angelosa postrzegano za największe zagrożenie i to przeciwko niemu zaczęli działać zarówno Bułgarzy cara Iwana Asena, jak i łacinnicy. Cesarz łaciński, jeśli chciał skupić wszystkie swe siły na zwalczaniu zagrożenie ze strony Epiru, musiał zawrzeć pokój z Janem. Doszło do rozmów, a w 1225 roku obydwie strony zawarły porozumienie, na mocy którego cała Azja Mniejsza została uznana za strefę wpływów Nicei. Łacinnicy zatrzymywali tylko wąski pas wybrzeża leżący po przeciwnej stronie Konstantynopola i okolice Nikomedii.

### Problemy wewnętrzne
Zwycięska wojna była olbrzymim sukcesem w polityce zewnętrznej, ale Niceę trapiły także problemy wewnętrzne związane z arystokracją. Możne bizantyjskie rody, które przybyły do Azji Mniejszej, czuły się elitami cesarstwa i uważały, że mają prawo do decydowania o jego kształcie, niestety były skupione głównie na swoim interesie, torpedując niekorzystne dla nich reformy, które byłyby jednak pożyteczne dla całego społeczeństwa. Co znaczniejsi spośród arystokratów marzyli też o cesarskiej koronie. Właśnie na tym tle doszło do sporu między Janem a jego kuzynem, Andronikiem Nestongosem. Andronik zawiązał spisek mający na celu obalenie Jana i objęcie władzy w Nicei. Pozyskał sobie sojuszników wśród wysoko postawionych możnych i kiedy już miał otwarcie uderzyć w Jana, spisek został wykryty. Zauszników Andronika ukarano, ale jemu samemu udało się zbiec do Turków seldżuckich, pośród których pozostawał do końca swojego życia.
Jan, mimo oporu możnych, zaczął realizować swoje reformy zmierzające do poprawienia sytuacji finansowej mieszkańców cesarstwa i do usprawnienia jego systemu militarnego. Jego najwierniejsza sojuszniczką w dążeniu do zmian była cesarzowa Irena, której autorytet nieraz pozwalał pozyskać zwolenników dla cesarskich pomysłów. W 1233 roku Jan musiał po raz kolejny zmagać się z buntem arystokraty. Tym razem przeciwko cesarzowi wystąpił Leon Gawalas, zarządca wyspy Rodos. Tym razem jednak walki potoczyły się nie po myśli władcy i musiał on dożywotnio oddać władzę na Rodos Leonowi, który wprawdzie nominalnie pozostawał wasalem Jana, ale w praktyce był zupełnie niezależny.

### Kwestia bułgarska
W 1228 roku zmarł Robert z Courtenay, a władzę po nim odziedziczył jedenastoletni Baldwin II. Tragiczna sytuacja cesarstwa łacińskiego wymagała jednak silnego władcy, zdolnego do samodzielnego podejmowania decyzji. Wybór dostojników łacińskich padł na Jana z Brienne, tytularnego króla Jerozolimy i dowódcę papieskiej armii. W 1229 roku w Perugii posłowie z Konstantynopola zawarli układ z Janem, oddający mu regencję w cesarstwie, ale przygotowania do przybycia na wschód zajęły mu jeszcze dwa lata. W czasie jego nieobecności regentem był Narjot z Toucy.
W traktacie z Perugii ziemie cesarstwa nicejskiego wymieniono jako posiadłości cesarzy łacińskich, co doprowadziło do konfliktu z Janem Watatzesem. Nie zdecydował się on jednak na otwartą wojnę, obawiając się reakcji cesarza Tesaloniki i cara Bułgarii, którzy mogliby wykorzystać okazję i zająć Konstantynopol przed Nicejczykami. W 1230 doszło do konfliktu między Teodorem a Iwanem Asenem. Wojska bułgarskie i tesalonickie starły się w bitwie pod Kłokotnicą, która zakończyła się miażdżącym zwycięstwem cara, a sam Teodor dostał się do niewoli. Dzięki temu zwycięstwu Iwan Asen zdobył hegemonię w europejskiej części Bizancjum, odbierając Tesalonice władzę nad Tracją, Macedonią i Albanią, a także rugując jej wpływy z Serbii. Car bułgarski nie przesadzał, chwaląc się w inskrypcji znajdującej się w kościele Czterdziestu Męczenników w Tyrnowie, iż podbił wszystkie ziemie między Draczem a Adrianopolem. Jedynie Konstantynopol i przyległe doń tereny pozostały w rękach łacinników, ale i oni musieli liczyć się ze zdaniem Iwana.

### Sojusz z Bułgarią
W 1231 roku Jan z Brienne w końcu pojawił się na wschodzie, co wywołało oburzenie w Bułgarii, której władca sam liczył na tytuł regenta. Nowy regent chciał wzmocnić osłabione cesarstwo i w tym celu postanowił zaatakować Niceę. Wiosną 1233 roku w Lampsaku wylądowała silna armia łacińska. Jan z Brienne cieszył się opinią znakomitego dowódcy, ale w osobie Jana Watatzesa znalazł godnego rywala. W ciągu czterech miesięcy, wypełnionych walkami, łacinnikom udało się opanować tylko Pegaj i Keramidi, twierdzę leżącą nieopodal Kyzikos. Jan z Brienne nie próżnował jednak w kwestii polityki zagranicznej i wkrótce do Konstantynopola zaczęły napływać coraz to liczniejsze oddziały z Europy Zachodniej. Zaalarmowany Watatzes zwrócił się z ofertą sojuszu do Iwana Asena, który również planował zająć ziemie łacinników.
Sojusz został przypieczętowany zaręczynami Teodora z Heleną. Watatzes, wiedząc o bułgarskim wsparciu, zebrał swoje wojska, odbił Lampsak i w 1235 roku przeprawił się przez Hellespont. Szybko udało mu się opanować Galipol i wiele innych miast trackiego Chersonezu. W Galipolu doszło do spotkania Jana z Iwanem Asenem, oficjalnie podpisano układ sojuszniczy po czym niezwłocznie przystąpiono do ataku na Konstantynopol. Zima przerwała działania wojenne, ale już w 1236 roku sojusznicy zaatakowali ponownie, zarówno od strony lądu, jak i morza. Oblężone miasto wytrwale odpierało kolejne szturmy, ale jego sytuacja była tak tragiczna, że cesarz Baldwin II zbiegł na Zachód, gdzie podróżował po królewskich i książęcych dworach, prosząc o odsiecz.
Gdy wydawało się już, że Grecy ponownie opanują miasto cesarzy, Iwan Asen niespodziewanie dokonał zwrotu w swojej polityce. Prawdopodobnie zrozumiał, że upadek Cesarstwa Łacińskiego wyjdzie na dobre przede wszystkim Janowi Watatzesowi i zamiast słabego państewka, będzie miał za sąsiada świetnie zorganizowane cesarstwo, dążące do odzyskania wszystkich ziem należących niegdyś do Bizancjum. Bułgarzy sprzymierzyli się z Kumanami i łacinnikami i wspólne oblegli Tzurulon, główną twierdzę Jana w Tracji. Sukces sojuszników był blisko, jednak i tym razem car bułgarski dokonał zmiany przymierzy. Tym razem był to prawdopodobnie efekt silnego wstrząsu jakiego doznał po śmierci żony, jednego z synów i patriarchy bułgarskiego, a także zarazy, która wybuchła w jego państwie. Iwan uznał, że wydarzenia te są znakiem gniewu bożego za zdradzenie ortodoksyjnego cesarza, i w 1237 roku zawarł pokój z Janem, a Bułgaria wycofała się z aktywnej polityki względem cesarstwa.
Iwan Asen po wycofaniu się z łacińskich ziem poślubił Irenę, córkę cesarza Tesaloniki, Teodora, zwracając przy tym swojemu teściowi wolność. Teodor zbiegł do Tesaloniki, gdzie rządy sprawował jego brat Manuel. Za namową Teodora, jego syn, Jan, wystąpił przeciwko wujowi, wygnał go z kraju i sam objął władzę. Manuel udał się do Attalii, skąd ruszył do Nicei, gdzie zwrócił się do Jana Watatzesa z prośbą o interwencję. Cesarz nicejski dał mu sześć statków i pieniądze na zaciąg żołnierzy. Manuel wylądował na czele wojsk w Demetrias i opanował ziemie leżące od Farsali i Larisy aż do Platamonu. Korzystając z zamętu, trzeci z braci Angelosów, Konstantyn, zawładnął częścią Tesalii i również proklamował się władcą. Wydawało się, że cesarstwo Tesaloniki pogrąży się w wojnie domowej, ale dyplomatyczne talenty Teodora sprawiły, iż jego syn Jan zawarł bliski sojusz ze swoimi wujami, a Manuel zdradził Watatzesa. Do sojuszu dołączył łaciński książę Aten. W 1238 roku w wyniku umiejętnych działań Teodora, europejska część cesarstwa bizantyjskiego połączyła się przeciwko Janowi Watatzesowi.

### Walki w Europie
W 1239 roku na wschód powrócił Baldwin II na czele pokaźnych wojsk. Jego sprawę poparło zarówno papiestwo, jak i Francja, oddając mu pieniądze na zaciąg armii oraz ogłaszając, że udanie się do Konstantynopola w celu walki z Grekami będzie traktowane jak wzięcie udziału w wyprawie krzyżowej. Dodatkowo mógł Baldwin liczyć na wsparcie Kumanów, których duża liczba osiedliła się na terenach rządzonych przez łacinników. W 1240 młody cesarz podjął nową ofensywę przeciwko Nicei, oblegając Tzurulos. Twierdza wprawdzie padła, ale kontratak Watatzesa pozbawił łacinników wszystkich posiadłości w Azji Mniejszej poza Chalcedonem i Skutarionem. Na domiar złego łacińscy najemnicy, którym Baldwin zalegał z żołdem, zaczęli masowo wracać do Europy Zachodniej, tak że jego armia w zasadzie przestała istnieć. Obawiając się jednak reakcji papiestwa i zachodnich władców, Jan nie zdecydował się na uderzenie na Konstantynopol.
Zamiast tego postanowił zjednoczyć pod swoją władzą wszystkie greckie władztwa w Europie. Przygotowując się do uderzenia na ziemie Angelosów, zawarł przymierze z kumańskimi wodzami, chcąc wykorzystać ich znakomitą lekką jazdę. Oddziały kumańskie okazały się tak wartościowe, że Jan zaczął osiedlać Kumanów w Azji Mniejszej, tworząc dla nich specjalne osady we Frygii i dolinie Meandru. Przed otwartym atakiem na Tesalonikę Jan użył podstępu, aby pozbyć się najgroźniejszego z Angelosów, Teodora. W tym celu zaprosił go do Nicei, pod pretekstem omówienia wspólnego planu działania przeciwko Bułgarom i łacinnikom. Zmysł polityczny tym razem zawiódł Teodora i został on uwięziony przez Nicejczyków. Armia Jana Watatzesa w 1242 roku przekroczyła Hellespont i odnosząc kilka pomniejszych zwycięstw, utorowała sobie drogę do Tesaloniki. W czasie oblężenia miasta do obozu nicejskiego przybyło poselstwo informujące o Mongołach, którzy wtargnęli do Azji Mniejszej. Jan musiał odstąpić od murów Tesaloniki i wrócić do Azji. Wcześniej jednak zawarł pokój z Angelosami, których zmusił do wyrzeczenia się cesarskich ambicji i uznania go jedynym prawowitym władcą. Jan i Teodor oddali cesarskie insygnia i uznali się wasalami Jana, a ten w zamian obdarzył ich tytułami despotów.

### Najazd mongolski
Po powrocie do Azji Mniejszej Jan zastał panikę. Zagrożone były sułtanat Ikonium i cesarstwo Trapezuntu jako państwa graniczące z terenami, z których przybywali Mongołowie. Nicea wydawała się jednak być w nie lepszej sytuacji. Pierwsze uderzenie faktycznie dotknęło Greków z Trapezuntu i Turków seldżuckich. Pośpiesznie zebrana przez sułtana Kaj Chusrau II armia poniosła druzgocącą klęską w bitwie pod Köse Dağ w 1243 roku. Po klęsce cesarz nicejski zawarł sojusz z Turkami, którzy zebrali pozostałości swoich armii i przyłączyli się do Greków. Cesarstwo Trapezuntu stało się wasalem mongolskim. Również sułtanat Ikonium ostatecznie został trybutariuszem Mongołów. Nicea ocalała dzięki temu, że Mongołowie zmienili kierunek natarcia i uderzyli na Syrię. Nie doszło do katastrofy, a najazd mongolski w zasadzie poprawił pozycję Nicei względem wschodnich sąsiadów ciężko doświadczonych walkami.

### Ostatnie lata
Gdy minęło zagrożenie ze wschodu, Jan mógł ponownie skupić się na swoich zachodnich sprawach. Sytuacja na Bałkanach była sprzyjająca, zwłaszcza że Bułgaria, jedyny poważny rywal Jana, znajdowała się w kryzysie dynastycznym. Koloman, został w 1246 roku otruty i władcą ogłoszono nieletniego Michała. Państwo było poza tym zagrożone przez Mongołów i musiało płacić im coroczny trybut. Jan w 1246 roku rozpoczął swoją kampanię, mającą na celu odzyskać dawne bizantyjskie posiadłości w Tracji. Zajął Seres, twierdzę w Melenikon wydali mu jej greccy mieszkańcy, opanował Skupes, Prosakon i Pelagonię. Cała Tracja, aż do górnego biegu Maricy znalazła się pod władzą nicejskiego cesarza. Szybko opanował też część Macedonii rozciągającą się do Wardaru. Jan odniósł również sukcesy w czasie swojej kampanii w Tesalii, gdzie zlikwidował resztki dawnego cesarstwa Angelosów, zajmując w 1246 roku Tesalonikę, a jej ostatniego władcę, Demetriusza uwięził i wysłał do Azji Mniejszej.
W tym samym roku Jan uderzył też na posiadłości łacinników, wykorzystując fakt, iż Baldwin przebywał wówczas na francuskich i angielskich dworach, błagając o pomoc dla swego państwa. Watatzes opanował Tzurulos i Bizię. Pasmo sukcesów Nicei zostało przerwane genueńskim atakiem na Rodos. Genueńczycy wykorzystali nieobecność zarządcy wyspy, Jana Gawalasa. Było to dla Greków tym bardziej niespodziewane, że Genua była sojusznikiem cesarstwa Nicei, a jej kupcy korzystali z pewnych swobód i przywilejów na terenie państwa Watatzesa. Krótko po ataku genueńskim na Rodos wylądował książę Achai, który pozostawił tu silny garnizon z setką rycerzy na czele. Wyspę ostatecznie udało się jednak odzyskać, a spór z Genueńczykami został załagodzony.
Kariera Jana III dobiegała powoli końca. Jego ostatnia znaczniejsza ekspedycja militarna była skierowana przeciwko Michałowi II, despocie Epiru. Władca ten zawarł przymierze z Niceą, a jego najstarszy syn, Nicefor, miał poślubić Marię, wnuczkę Jana III. Porozumieniu temu stanęły na drodze intrygi oślepionego Teodora, dawnego cesarza tesalonickiego. Po oddaniu insygniów cesarskich i otrzymaniu tytułu despoty, wykroił on sobie malutkie, na poły niezależne księstwo wokół Edessy. Teodor namówił Michała II do zaatakowania posiadłości nicejskich w Macedonii. Na wieść o poczynaniach wrogów Jan szybko wylądował ze znacznymi siłami w Tesalonice, skąd pomaszerował na Edessę, którą zajął, i zmusił Teodora do ucieczki. Wojska nicejskie pomaszerowały za przeciwnikiem w stronę Epiru. Wówczas Jan Petralifas, który dowodził wojskami despotatu broniącymi Kastorii, przeszedł na stronę Jana i wydał mu twierdzę wraz z bronionymi przez nią przełęczami gór Pindos. Droga do Epiru stanęła otworem, a spanikowany despota Michał chciał za wszelką cenę zawrzeć pokój. Doszło wówczas do porozumienia, na mocy którego Jan zyskiwał Prilep, Albanopolis i wszystkie ziemie leżące na północ od drogi łączącej Dyrrachium z Tesaloniką. Michał musiał również oddać swego syna, Nicefora, jako zakładnika. Został on jednak potraktowany ze wszystkimi honorami i otrzymał od Jana tytuł despoty. Teodor, który w końcu wpadł w ręce Nicejczyków, został zmuszony do wycofania się z życia publicznego i do końca swoich dni pozostawał w klasztorze.

### Dyplomacja, gospodarka, społeczeństwo
Jan utrzymywał kontakty z wieloma władcami, zarówno muzułmańskimi, chrześcijańskimi, jak i mongolskimi. Posiadał umiejętność lawirowania między nimi i często wygrywał jednych przeciwko drugim. Duże znaczenie, także prestiżowe, miały dla niego stosunki z dwoma potęgami świata chrześcijańskiego: papiestwem i Świętym Cesarstwem. Szczególnie bliskie kontakty utrzymywał Jan z Fryderykiem II, który znajdował się w konflikcie z papieżem, był więc jakby naturalnym sojusznikiem dla Nicei, walczącej z popieranym przez Rzym Cesarstwem Łacińskim. Doszło między nimi nawet do zawarcia sojuszu potwierdzonego małżeństwem między Janem, który po śmierci Ireny był wdowcem, a Konstancją, nieślubną córką Fryderyka. Z przymierza nie wynikły wprawdzie żadne bezpośrednie skutki, ale znacząco podniosło ono prestiż Nicei w oczach reszty chrześcijańskiego świata.
Podobnie jak jego poprzednicy, Jan prowadził negocjację ze Stolicą Apostolską na temat unii kościołów, greckiego i łacińskiego. Negocjacje te miały na celu osaczenie Cesarstwa łacińskiego na arenie międzynarodowej, bez poparcia papieskiego nie mogło ono bowiem za bardzo liczyć na pomoc z Europy Zachodniej. Warunek wycofania poparcia dla łacinników w Konstantynopolu był dla Jana wstępem do dalszych negocjacji. Początkowo ciągnęły się one bardzo długo i bez konkretnych efektów, ale sprawa zaczęła przyśpieszać za pontyfikatu Innocentego IV, zwłaszcza po śmierci Fryderyka II. Innocenty uważał, że Cesarstwo łacińskie jest skazane na porażkę, a szybko rozwijająca się Nicea byłaby cennym sojusznikiem w planach rozwoju chrześcijaństwa na terenie Azji. Cesarz ze swojej strony był gotów oddać jurysdykcję kościelną w ręce Rzymu, jeśli miał dzięki temu zdobyć Konstantynopol. Ostatecznie negocjacje utknęły jednak w martwym punkcie, a to na skutek faktu, iż Nicejczycy, widząc słabość rywala, zorientowali się, że do odzyskania dawnej stolicy nie potrzebują poparcia papieża. Cesarstwo łacińskie bowiem w czasie rządów Jana III skurczyło się do Konstantynopola i najbliższych jego okolic. Jego sytuację finansową ilustruje przykład Baldwina II, który musiał zastawić własnego syna u Wenecjan, aby ci udzielili mu pożyczki.
Dzięki militarnym i dyplomatycznym sukcesom Watatzesa pozycja Nicei była silnie ugruntowana. Cesarstwo dwukrotnie powiększyło swój stan posiadania, podlegała mu niemal cała zachodnia i część środkowej Azji Mniejszej oraz znaczna część półwyspu Bałkańskiego. Oprócz znakomitej polityki zewnętrznej, Jan mógł się pochwalić świetnie prowadzoną polityką wewnętrzną. Udało mu się częściowo zreformować wymiar sprawiedliwości, wypleniając zeń część nadużyć. Taki sam sukces odniósł w przypadku administracji, która jak dotąd również borykała się z problemami prywaty i nieuczciwości. Laskarys przedsięwziął również działania mające na celu poprawić losy najbiedniejszych warstw społeczeństwa. Wraz z rodziną i dworem ufundował wiele szpitali, instytucji charytatywnych i kościołów. Aby wzmocnić obronność państwa nakazał wybudować znaczną liczbę fortów przy jego granicach.
Dokonał również reformy wojska, przywracając system rekrutów-rolników i nadając im liczne działki żołnierskie. Zwiększaniu liczebności armii sprzyjał fakt, że na terenie cesarstwa zaczęto osiedlać obce ludy o wojowniczym usposobieniu, na przykład Kumanów, wypchniętych ze swych posiadłości przez zagrożenie mongolskie. Akcją kolonizacyjną objęto Trację, Macedonię, Frygię i dolinę Meandru. Nadania pronoi były jednak nadal częste, ale wydaje się, że Jan nagradzał w ten sposób średnią warstwę nobilatu wojskowego a przyznawane im tereny były dużo skromniejsze.
Działalność Jana dotknęła także gospodarki. Jeśli chodzi o rolnictwo, to Watatzes koncentrował się przeznaczaniu nowych ziem pod uprawę i wzroście hodowli bydła. Podejście cesarza dobrze obrazuje opowieść o „jajecznym diademie”. Za pieniądze ze sprzedaży jaj uzyskiwanych z prywatnych ziem cesarskich Jan kupił swojej żonie złoty diadem, ozdobiony perłami i szlachetnymi kamieniami. W jego zamyśle posiadłości cesarskie powinny służyć za wzór wszystkim poddanym i tak w dużej mierze było. Kolejną troską Jana w dziedzinie gospodarki było dążenie do jak największej autarkii. Cesarz, korzystając ze swych uprawnień, zabronił nabywać wielu luksusowych przedmiotów, wyrabianych poza granicami państwa. W jego zamyśle mieszkańcy cesarstwa powinni kupować tylko to co miejscowe. Całkowity zakaz importu dóbr luksusowych był niemożliwy, ale częściowy wystarczył do tego, aby więcej pieniędzy arystokracji szło na lokalne inwestycję niż na zbytki.
Wszystkie wymienione wyżej reformy przyczyniły się do wzrostu siły Nicei, a państwo to stało się lokalnym mocarstwem i to zarówno pod względem militarnym, jak i gospodarczym. Ostateczna restauracja cesarstwa była już tylko kwestią czasu, lecz to nie Janowi przypadła ona w udziale. Nie doczekawszy zdobycia Konstantynopola, Watatzes zmarł w 1254 roku.

## Teodor II Laskarys
Teodor był jedynym synem Jana III Watatzesa i Ireny Laskarys. W momencie śmierci ojca i objęcia tronu liczył sobie już trzydzieści trzy lata. Jego pierwszym posunięciem było wybranie patriarchy, który jako jedyny mógł koronować go na cesarza. Początkowo wybrano wychowawcę Teodora, wybitnego uczonego bizantyjskiego, Nicefora Blemmydesa, ale ten nie chciał przyjąć stanowiska. Wobec tego patriarchą wybrano Arseniusza Autorejana, dotychczasowego mnicha, a koronacja cesarska Teodora mogła w końcu się odbyć.
Nowy cesarz był człowiekiem wykształconym, posiadającym szerokie horyzonty myślowe. Była to zarówno zasługa jego nieprzeciętnie uzdolnionych i inteligentnych rodziców, jak i Nicefora Blemmydesa. Jego życie przed objęciem tronu było wypełnione badaniami naukowymi, studiami filozoficznymi i teologicznymi, był także płodnym twórcą. Po uzyskaniu władzy Teodor kontynuował rozwój swoich pasji, doprowadzając tym samym do przekształcenia dworu nicejskiego w prężny ośrodek naukowy, wielu uczonych zamieszkujących ziemie dawnego Bizancjum przeniosło się na stałe do Bitynii. Panowanie Teodora II przypominało pod wieloma względami czasy Konstantyna VII Porfirogenety, ale w przeciwieństwie do tego władcy Laskarys był nie tylko świetnym teoretykiem i wnikliwym obserwatorem otaczającego go świata – swoje projekty potrafił realizować w praktyce, był bardzo aktywny w rządzeniu państwem i w próbach kontynuowania reform ojca. Niestety, podobnie jak Jan, cierpiał on na częste i wyniszczające zdrowie ataki epilepsji.
Mimo posiadania rozlicznych talentów Teodor skutecznie zraził do siebie większość arystokratów, a to za sprawą despotycznego podejścia do władzy i przekonania o własnej sprawiedliwości i nieomylności. Laskarys nie znosił samowoli arystokratów i robił wszystko, aby ją wyeliminować lub chociaż znacząco ograniczyć. Starał się także eliminować wpływy arystokracji na swoje rządy, będąc przekonanym że tylko on, jako cesarz, ma wyłączne prawo do decydowania o losach kraju. W tym celu zaczął ograniczać przywileje możnych i usuwać ich z najwyższych stanowisk w państwie, osadzając je własnymi ludźmi, często pochodzącymi z bardzo niskich warstw społecznych. Jego najbliższym doradcą był na przykład Jerzy Muzalon. Analogicznie starał się postępować w stosunku do kościoła greckiego, wybierając na patriarchę surowego i ubogiego mnicha Arseniosa.

### Wojna o Archidos
Sytuacja w Bułgarii po najazdach mongolskich i wewnętrznych zamieszkach ustabilizowała się na tyle, iż państwo to ponownie zapragnęło prowadzić aktywną politykę na Bałkanach. Ośmieleni śmiercią Jana III Watatzesa Bułgarzy zaatakowali Trację, zajmując jej zamieszkaną przez Słowian i Wołochów cześć. Ludność ta nie czuła się jakoś szczególnie związana ze swoimi greckimi władcami, dlatego chętnie przeszła pod panowanie znacznie bliższych im Bułgarów. W ręce cara Michała I dostały się takie twierdze jak Prystitza, Tzepaina czy Krytzimos, a także wszystkie forty w regionie znanym jako Archidos, położonym w pobliżu Rodopów.
Pod koniec 1255 roku, w środku zimy, kiedy Bułgarzy absolutnie nie spodziewali się ataku ze strony Greków, Teodor II zebrał swoje wojska i pomaszerował w okolice Adrianopola. Stamtąd skierował się nad Maricę, gdzie obozowały siły bułgarskie. Zaskoczeni atakiem żołnierze Michała I zostali całkowicie rozbici i zmuszeni do ucieczki, w czasie której wielu z nich zginęło. Bułgarom udało się zbiec, a wojska nicejskie nie ruszyły za nimi w pościg z powodu ciężkich opadów śniegu, który zasypał większość przełęczy. Laskarys skierował swoje siły z powrotem do Adrianopola. Tam dokonał podziału wojsk, wyznaczając korpus, nad którym objął samodzielne dowództwo i na czele którego ruszył bezpośrednio do Archidos, oraz drugi oddział, który miał ruszyć na Seres, na który maszerowała inna nicejska armia. Dowództwo powierzył Aleksemu Strategopulosowi.
Wyprawa na Seres zakończyła się jednak klęską, dużo mniejszy oddział bułgarski bez problemu odparł wojska Aleksego. Gdy wieści o porażce rozeszły się po Bałkanach, Dragotas rządzący twierdzą Melenikon, którą wcześniej poddał Grekom, zbuntował się i sprowadził bułgarski garnizon. Kampania nicejska został jednak uratowana przez samego Teodora, który bez większych problemów zajął Prystizę, Stenimachos i Krytzimos wraz z miastami położonymi na północnych stokach Rodopów, między Maricą a Mestą. Na wieść o klęsce pod Serres i utracie Melenikonu natychmiast wyruszył w te strony. Do bitwy doszło nad rzeką Strumą i zakończyła się ona druzgocącym zwycięstwem Teodora. W czasie bitwy zginął między innymi Dragotas. Zwycięstwo zaowocowało odzyskaniem Melenikonu. Dalsze walki, prowadzone nad Strumicą, pod Serres i Melenikonem zakończyły się pełnym sukcesem Greków. Cesarstwo odzyskało swój stan posiadania sprzed wojny, poza niewielkim fortem Patmon i Tzepainą.
Patmon zostało wkrótce zdobyte przez jednego z nicejskich generałów, ale nadejście ostrej zimy uniemożliwiło odbicie Tzepainy. Na czas przerwy w działaniach wojennych Teodor powrócił do Azji Mniejszej, aby uporządkować sprawy związane z administracją. Wojska nicejskie założyły swój zimowy obóz w okolicach Didymoteicho, a naczelnymi dowódcami byli Manuel Laksarys i Konstantyn Margarytes. Wiosną 1256 Bułgarzy wznowili ataki. Wojska Laskarysa i Margarytesa zostały przez nich wciągnięte w pułapkę i pokonane, a Konstantyn dostał się do niewoli. Laskarysowi udało się jednak uciec do Adrianopola, skąd wezwał cesarza do Europy. Teodorowi dosyć szybko udało się przywrócić porządek i morale wśród swoich wojsk. Zagrożeni Bułgarzy dzięki mediacji ruskiej wynegocjowali pokój, na mocy którego ich wojska mogły bezpiecznie wycofać się za Starą Płaninę, a cesarstwo odzyskiwało twierdze w Tzepainie.

### Walki z Epirem
Za rządów Teodora doszło do ponownego konfliktu z despotą epirskim, Michałem II. Warunkiem zawarcia pokoju po wojnie mającej miejsce jeszcze za panowania Jana III było małżeństwo Nicefora z Epiru z Marią, wnuczką Watatzesa. Ślub odbył się w Tesalonice, ale zaraz po nim pojawiły się problemy. Michał II nie chciał zgodzić się na przekazanie Servii i Dyrrachium w ręce Nicei, na co Teodor bardzo naciskał. Jako że żona Michała i jego syn przebywali w Tesalonice, despota epirski w końcu ustąpił i zgodził się oddać wyżej wymienione miasta. Kiedy jednak cesarz powrócił do Azji Mniejszej, zostawiając w Europie tylko szczupłe garnizony, Epiroci korzystając z rewolty części plemion albańskich, zaatakowali. Wojna wybuchła pod koniec 1256 roku. Michałowi II udało się zająć Beroeę i Edessę, a także oblec Michała Laskarysa w Tesalonice.
Tym razem na czele nicejskiej armii, która wylądowała w Europie, stanął Michał Paleolog, członek możnego rodu stanowiącego część cesarskiej elity wojskowej. Michał w czasie ostatniej wojny z Bułgarami był gubernatorem Nicei, ale na wieść o aresztowaniu swojego wuja zbiegł do sułtana seldżuckiego, porzucając miasto. Jego zachowanie mogło świadczyć, że był zamieszany w spisek, ale dochodzenie nie potwierdziło tych podejrzeń. Michał słał również listy do Teodora, zapewniając go o swojej niewinności. Ostatecznie, po konsultacjach z biskupem Ikonion, cesarz zezwolił Paleologowi na powrót.
Przybycie świeżych sił nicejskich pod dowództwem Michała Paleologa do Tesaloniki zmieniło przebieg wojny. Nicejczycy przeszli do kontrofensywy, a Michał poprowadził ich na Edessę. Nieopodal miasta doszło do starcia z Epirotami, w którym zginął Teodor, nieślubny syn Michała II. Zwycięstwo pod Edessą otworzyło Michałowi drogę do Dyrrachium. Po drodze odwiedził Prilep, gdzie rozmówił się z dowódcą twierdzy. Kiedy jednak ruszył w dalszy marsz, despota Epirski ponownie zajął pobliskie przełęcze, a miejscowi podnieśli bunt, przerywając komunikację między Dyrrachium a Tesaloniką. Garnizon w Prilep, nie widząc żadnych szans na obronę, skapitulował. Kampania 1257 roku nie rozstrzygnęła losów wojny.
Na domiar złego epilepsja Teodora II zaczęła się nasilać. Zrozpaczony Laskarys zaczął podejrzewać, że nagłe pogorszenie się jego stanu zdrowia jest wynikiem jakichś magicznych zabiegów jego nieprzyjaciół, co doprowadziło do wielu intryg na nicejskim dworze, w wyniku których wielu ludzi, często bardzo oddanych cesarzowi, zostało skazanych za zdradę i spiski. Podejrzenia dotknęły również rodzinę Paleologów, a siostra Michała, Maria, została aresztowana. Teodor, obawiając się o wierność swego dowódcy, wysłał do Europy swoich zaufanych ludzi, którzy aresztowali Paleologa, zanim doszły do niego informacje o oskarżeniach wobec Marii. Michał został przewieziony do Azji Mniejszej, do Magnezji, gdzie rezydował cesarz. Michałowi jednak ponownie udało się przekonać suzerena o swojej niewinności i w wyniku tej sprawy zyskał on sobie przychylność Teodora, który postrzegał go odtąd jako wiernego sługę rodu Laskarysów.

### Znaczenie
Teodor II Laskarys zmarł w drugiej połowie 1258 roku w Magnezji w wieku 37 lat. Mimo przeróżnych wad i krótkiego okresu panowania odegrał on jak najbardziej pozytywną rolę w budowie greckiej mocarstwowości. Przede wszystkim złagodził ucisk fiskalny ludności, co pozytywnie wpłynęło na wzrost zamożności społeczeństwa i bogactwa kraju. Dbał o utrzymanie górskich twierdz, chroniących małoazjatyckie doliny przed infiltracją ze strony tureckich koczowników, co również miało pozytywny wpływ na ekonomię, jak i rozwój demograficzny cesarstwa. Miał także Teodor znaczący wpływ na rozwój nauki, jego nicejski dwór był liczącym się ośrodkiem naukowym, gdzie skupiało się wielu szanowanych twórców, naukowców i duchownych.
Końcówka panowania Teodora II była naznaczona ostrymi konfliktami z arystokracją. Przejściowe niepowodzenia w wojnie z Epirem, ambicja możnych, krytyka polityki promowania parweniuszy na wysokie urzędy oraz problemy zdrowotne stanowiły zarzewie sporu. Ostatecznie nie doszło do oficjalnego wystąpienia przeciwko cesarzowi, prawdopodobnie przez wzgląd na autorytet, którym się cieszył, ale ostre represje wymierzone w arystokracje doprowadziły do powstania licznej, wpływowej i dobrze zorganizowanej opozycji.

### Jan IV Laskarys
W momencie śmierci ojca Jan miał zaledwie siedem lub osiem lat. Teodor wyznaczył na regenta Jerzego Muzalona, swojego najbliższego doradcę, który dla opozycji możnowładców był wrogiem numer jeden z powodu aktywnego udziału w antyarystokratycznej polityce Laskarysa i parweniuszowskiego pochodzenia. Nienawiść do Muzalona dała o sobie znać już dziewięć dni po śmierci Teodora II. W czasie mszy żałobnej Jerzy wraz z braćmi został napadnięty i zamordowany w kościele. Regentem ogłoszono Michała Paleologa, który cieszył się zaufaniem zarówno zwolenników Teodora II, jak i opozycji arystokratycznej.

## Michał VIII Paleolog
Od momentu objęcia regencji kariera Michała potoczyła się błyskawicznie. W ciągu niespełna roku uzyskał tytuły megaduksa i despoty, a na przełomie 1258 i 1259 roku został koronowany na współcesarza Jana IV, głównie dzięki poparciu wyższego duchowieństwa i nowej, niekorzystnej dla Nicei sytuacji. Po śmierci Fryderyka II władzę nad Sycylią objął jego syn Manfred, który był żywo zainteresowany polityką we wschodniej części Morza Śródziemnego. Tymczasem despotat Epiru, który był ciągle w trakcie wojny z cesarstwem, szukał sojuszników, wiedząc, że samemu jest bez szans wobec nicejskiej potęgi. Do koalicji przystąpił właśnie Mafred oraz księstwo Achai, a celem sprzymierzeńców było zdobycie Tesaloniki. Nowe zagrożenie wydatnie przyczyniło się do koronacji Michała na współcesarza Jana. Jako że Laskarys był nieletni, Michał VIII rządził w zasadzie samodzielnie.

### Wojna z koalicją
Wzrastająca potęga Nicei, która powoli dominowała scenę polityczną na południowym wschodzie Europy, doprowadziła do zmiany w polityce Hohenstaufów rządzących południowymi Włochami. Nowy władca Sycylii, Manfred, w przeciwieństwie do swojego ojca, Fryderyka II, nie postrzegał Nicei jako sojusznika w rywalizacji z papiestwem o wpływy w chrześcijańskim świecie. Był on za to żywo zainteresowany ekspansją na Bałkanach i na Bliskim Wschodzie, a cesarstwo wydawało się być najpoważniejszym rywalem. W 1258 roku Mafred poczynił przygotowania pod kampanię na wschodzie. Zajął Korfu i najważniejsze miasta na wybrzeżach Epiru: Dracz, Awlonę i Butrint. Despota Michał II z uwagi na wojnę z Niceą, był gotów poświęcić część swoich posiadłości, jeśli miał w zamian za nie otrzymać pomoc wojskową. Oddał więc Manfredowi jego nabytki i nakłonił go do ślubu ze swoją córką, co ostatecznie przypieczętowało sojusz. Dołączył do nich Wilhelm II Villehardouin, książę Achai, która przeżywała właśnie okres rozkwitu. Sojuszników poparł władca serbski, Stefan Urosz I, który pod koniec 1258 roku zajął nicejskie Skopje, Prilep i Kiczewo.
Reakcja Nicei nastąpiła w 1259 roku, kiedy to do Europy, na czele silnych wojsk przeprawił się Jan Paleolog, brat cesarza Michała. Jego armia składała się w dużej mierze z doświadczonych oddziałów kumańskich i tureckich. Wkroczenie wojsk nicejskich do Górnej Macedonii wywołało popłoch w wojsku epirockim, skoncentrowanym wokół Kastorii. Jan niemal bez walki zajął Ochrydę, Devol, Pelagonię, Prespę i kilka pomniejszych terytoriów i fortec. Michałowi II udało się zreorganizować wojska nieopodal gór Pindos i oczekiwał tam na wsparcie od swoich łacińskich sojuszników. Gdy dotarły do niego oddziały achajskie i sycylijskie, rozpoczął kontrofensywę. Nieprzyjacielskie armie starły się w dolinie Pelagonii we wrześniu 1259 roku. Bitwa zakończyła się całkowitym zwycięstwem Nicejczyków, a armia koalicji nie dość, że została rozbita, to poniosła jeszcze ogromne straty. Wielu łacińskich rycerzy albo zginęło, albo, na czele z księciem Achai, dostało się do greckiej niewoli.

### Kres Cesarstwa Łacińskiego
Po zwycięstwie Nicei w dolinie pelagońskiej despota epirski zbiegł do Leukadii, gdzie zamierzał zebrać nowe siły. Zwycięzcy zaś kontynuowali ofensywę, zajmując Janinę i Artę. Sytuacja koalicji była tragiczna. Manfred stracił wszystkie oddziały na Bałkanach, księstwo Achai straciło kwiat swego rycerstwa, a na domiar złego pozostawało bez władcy, a Epir był w zasadzie bezsilny i jego przetrwanie zależało od złej lub dobrej woli Sycylijczyka. Serbowie, którzy nie ponieśli wprawdzie jakiejś większej klęski, również musieli się wycofać z zajmowanych przez siebie posiadłości nicejskich. Porażka koalicji była tragedią dla Cesarstwa łacińskiego. Traciło ono bowiem ostatnich potencjalnych sojuszników, zdolnych przeciwstawić się Nicei. Od 1259 roku jedyną nadzieją łacinników w Konstantynopolu na przetrwanie była Wenecja, które jednak miała silnego rywala w postaci Genui.
Michał VIII w 1260 roku podjął próbę odzyskania stolicy basileusów. Zebrał wojska i przeprawiwszy się do Tracji zaatakował i zdobył Selimbrię, następnie ruszył w stronę Konstantynopola. Jego plan opierał się na współdziałaniu z łacińskim baronem, który dostał się do nicejskiej niewoli po bitwie pod Pelagonią. Baron ten w zamian za uwolnienie zobowiązał się otworzyć przed atakującymi Grekami jedną z bram miejskich, ale po dotarciu na przedmieścia Konstantynopola okazało się, że jego misja zakończyła się fiaskiem. Michał VIII zaatakował jeszcze podmiejską Galatę, po czym zgodził się na rozmowy i zawarł z cesarzem Baldwinem II roczny rozejm. Zawieszenie broni było Nicejczykom potrzebne, aby uporządkować sprawy zachodnie, Michał II powrócił bowiem do Epiru ze świeżymi siłami i zajął Artę. Jan Paleolog ponownie stanął na czele wojsk cesarskich i wyruszył na Bałkany.
Cesarz nicejski był zdeterminowany, aby w końcu odzyskać dawną stolicę Bizancjum i w związku z tym jeszcze w czasie trwania rozejmu nawiązał negocjacje z Genueńczykami. W 1261 roku, chcąc zniwelować zagrożenie ze strony silnej, weneckiej republiki morskiej, zawarł sojusz z jej rywalką – Genuą, dając jej takie same przywileje, jakie od XI wieku zyskiwała stopniowo Wenecja. Warunkiem była pomoc floty genueńskiej w zdobyciu Konstantynopola.

### Odzyskanie Konstantynopola
Oczekując na wygaśnięcie rozejmu zawartego w 1260 roku i przybycie floty weneckiej, Michał VIII posłał Aleksego Strategopulosa do Tracji z zadaniem rozpoznania stopnia przygotowań łacinników do odparcia ewentualnego ataku. W trakcie zbliżania się do Konstantynopola Aleksy nawiązał kontakty z miejscową grecką milicją, która wobec słabości łacinników zajmowała się obroną mieszkańców. Członkowie milicji powiadomili nicejskiego wodza, iż Konstantynopol jest obecnie niemal bezbronny. Baldwin i Wenecjanie dowiedziawszy się o szczupłości sił Strategopulosa doszli do przekonania, że nie są one w stanie zagrozić miastu, dlatego też większość oddziałów wraz z wenecką flotą opuściła stolicę i udała się na Morze Czarne, gdzie łacinnicy planowali zająć wyspę Dafnuzję, położoną u wybrzeży Azji Mniejszej. Strategopulos, mimo posiadania niewielkiej armii, postanowił zaryzykować i podjął próbę zdobycia miasta.
Relacje o sposobie wdarcia się Nicejczyków do Konstantynopola różnią się między sobą. Jedna mówi o tajnych podziemnych przejściach, które znała wspominana już grecka milicja. Druga, zdaniem wielu badaczy bardziej prawdopodobna, mówi o nocnym ataku członków greckiej milicji na Wiosenną Bramę. Grecy zabili strażników i otworzyli wrota przed żołnierzami Aleksego. Nicejczycy wkroczyli do miasta, zabijając nielicznych strażników na murach. Na wieść o upadku murów część oddziałów służących dotychczas łacinnikom przeszła na stronę Michała VIII. Baldwin II, widząc swoją klęskę, rozkazał podpalić pałac cesarski i sam wraz z rodziną i zaufanymi członkami dworu zbiegł na statek, który wywiózł go z miasta. Konstantynopol był znowu grecki, po 57 latach łacińskiego panowania.
Na wieść o sukcesie swojego generała Michał VIII wyruszył z Nicei i przeprawiwszy się przez Bosfor dotarł do Konstantynopola. 15 sierpnia 1261 roku Paleolog wkroczył uroczyście do swojej nowej stolicy, entuzjastycznie witany przez jej mieszkańców. Najpierw udał się w procesji do klasztoru Studios, a następne do kościoła Mądrości Bożej. Miesiąc później to właśnie tam odbyła się ponowna koronacja Michała VIII, jego żony i syna Andronika. Jan IV został odsunięty od głównego nurtu życia politycznego i dworskiego, nie brał więc udziału w tych uroczystościach. Parę miesięcy później został oślepiony na rozkaz swojego współrządcy. Zdobycie Konstantynopola było symbolem odrodzenia się Cesarstwa Bizantyjskiego pod rządami nowej dynastii – Paleologów, którzy mieli nim rządzić aż do jego ostatecznego upadku w XV wieku. Zwycięstwo dzieła zapoczątkowanego przez Teodora I Laskarysa kończy okres tak zwanego Cesarstwa Nicejskiego, choć trzeba pamiętać, że dla jego mieszkańców i zwolenników oficjalne odrodzenie Bizancjum nie nastąpiło wcale w 1261 roku, ale już w 1208 roku, kiedy to pierwszy Laskarys otrzymał z rąk patriarchy koronę cesarską.

## Znaczenie w dziejach Greków
Okres Cesarstwa Nicejskiego odegrał, zdaniem wielu historyków, ważną rolę nie tylko w historii cesarstwa Bizantyjskiego, ale także w dziejach Greków. Ich zdaniem wydarzenia spowodowane IV krucjatą stanowią korzenie, na których wyrosła później nowożytna świadomość etniczna Greków, a w okresie nicejskim po raz pierwszy pojawiają się zaczątki helleńskiego nacjonalizmu. Greccy chrześcijanie upokorzeni przez swoich zachodnich współwyznawców poczuli dumę ze swojego pochodzenia i z faktu, że jako jedyni wyznają jedyną prawdziwie ortodoksyjną wersję doktryny chrześcijańskiej. Zapałali również żądzą odwetu za doznane krzywdy. Zdaniem części badaczy to nie Schizma Wschodnia z 1054 roku czy inne doktrynalne spory doprowadziły do ostatecznego zerwania między kościołami. Bezpośrednią przyczyną miało być właśnie barbarzyńskie postępowanie zwycięskich łacinników względem pokonanych Greków.
Obce panowanie, połączone z uciskiem i licznymi krzywdami, jakich doświadczali Grecy ze strony łacinników, stało się jedną z przyczyn wzrostu świadomości własnej odrębności. Kolaboracja Greków z różnych części niedawnego Bizancjum z władzami nicejskimi świadczy, że pojawiły się wśród nich więzi przekraczające lokalne wspólnoty. Poczucie zagrożenia ze strony łacinników, Słowian, Wołochów i Turków sprawiło, iż mieszkańcy cesarstwa znaleźli się w podobnej do antycznych Greków sytuacji otoczenia przez „barbarzyńców”, co także sprzyjało rozwojowi poczucia wspólnoty i odrębności.
W oficjalnej ideologii cesarstwa nie doszło pozornie do jakichś większych zmian. Jego władcy nadal uważali się za cesarzy Rzymskich, kontynuatorów tradycji i historii państwa zapoczątkowanego przez Cezara i Oktawiana. Elity imperialne wciąż określały siebie i swoich poddanych mianem Rzymian. Po raz pierwszy jednak na tak szeroką skalę, cesarze odwoływali się do wspólnoty narodowej, głosząc, iż to właśnie „Romejowie” są narodem wybranym przez Boga do pilnowania czystości wiary chrześcijańskiej. Nieprzypadkowo w literaturze tamtego okresu przyrównywało się cesarzy nicejskich do Mojżesza, który ma przeprowadzić swój lud z powrotem do Ziemi Obiecanej, którą dla Greków miał być Konstantynopol.
Zmianę w nastawieniu do swojej etniczności można zauważyć po ewolucji słowa „Hellen” w XIII wieku na terenie byłego Bizancjum. Przed okresem nicejskim rzadko używano tego określenia w odniesieniu do poddanych cesarskich, było ono kojarzone raczej negatywnie z poganami, wyznawcami starych „helleńskich” kultów. W XIII wieku miano to na stałe wchodzi do języka dworskiego, naukowego i religijnego i zaczyna oznaczać tożsamość i historię, z której można i należy być dumnym. Zwycięstwo Teodora I Laskarysa w bitwie pod Antiochią nad Meandrem jest przyrównywane w źródłach z epoki do zwycięstwa pod Maratonem, a Kaj Chusrau jest kojarzony z Kserksesem I. Dla wielu, jak na przykład dla patriarchy konstantynopolitańskiego, Germana II, helleńskie pochodzenie jest gwarantem dobrego charakteru i przymiotów ducha.

## Władcy
- Teodor I Laskarys (1204–1222)
- Jan III Dukas Watatzes (1222–1254)
- Teodor II Laskarys (1254–1258)
- Jan IV Laskarys (1258–1261)
- Michał VIII Paleolog (1261–1282)

## Patriarchowie nicejscy
- Michał IV Autorejan (1206–1213)
- Teodor II Irenik (1213–1215)
- Maksymus II (1215)
- Manuel I Charitopul (1215–1222)
- German II (1222–1240)
- Metody II (1240)
- Manuel II (1244–1255)
- Arseniusz Autorejan (1255–1259)
- Nicefor II (1260–1261)
- Arseniusz Autorejan (1261–1267)

## Źródła
Źródła odnoszące się do okresu nicejskiego w historii Bizancjum, jak i szerzej, do łacińskiego panowania, są dosyć bogate. Pierwszy etap panowania łacińskiego na terenach Bizancjum jest dobrze opisany w pracach Nicetasa Choniatesa. Jego zapiski sięgają jednak tylko do 1206 roku i odnoszą się raczej do europejskiej części cesarstwa. Jednym z najważniejszych źródeł co do czasów po 1206 roku są prace Jerzego Akropolitesa, który był nie tylko historykiem, ale także uczonym, politykiem i urzędnikiem.
Akropolites, podobnie jak Choniates, brał bezpośredni udział w części opisywanych przez siebie wydarzeń i żył w czasach o których pisał. Jerzy znał na przykład osobiście Teodora II Laskarysa, z którym wspólnie pobierał nauki, a później nawet uczył następcę tronu. Akropolites napisał Chronike Syngrafe, w którym zawarł ogólny opis wydarzeń politycznych rozgrywających się w jego czasach. Dzieło to obejmuje lata 1203–1261. Za ważne źródło historyczne uważa się także epitafium autorstwa Akropolitesa na cześć Jana III.
Kontynuatorem Akropolitesa był Jerzy Pachymeres, którego dzieło obejmuje okres od 1255 do 1308 roku. Pachymeres pisał swoją relację bardzo dokładnie, zawierając w niej wiele szczegółów. Jego praca jest tym ważniejsza, iż jest ona jedyną współczesną i zarazem poświęconą Michałowi VIII Paleologowi. Wartościowym autorem był również Teodor Skutariotes z Kyziokos, który skompilował znane sobie źródła we własną kronikę. Korzystał głównie z Nicetasa Choniatesa i Arkopolitesa, których relacje bardzo często komentował i uzupełniał o znane sobie szczegóły. Kolejnym istotnym źródłem są prace Nicefora Greograsa, który opisywał wydarzenia rozgrywające się między 1204 a 1359 rokiem. Autor odznaczał się dużą wiedzą co do dziejów państwa nicejskiego i pierwszych kilku dekad po odzyskaniu Konstantynopola.
Jeśli chodzi o źródła łacińskie traktujące o losach państw frankijskich i ich greckich konkurentów, to jest ich bardzo dużo. Do najwartościowszych należy Kronika Morei, napisana przez łacinnika zamieszkującego Grecję w pierwszej połowie XIV wieku. Ważnym autorem był także Mikołaj Mesarites, którego prace są cenne, zwłaszcza jeśli chodzi o historię kościelną. Dobrym źródłem do poznania dziejów cesarstwa są także listy pisane przez jego władców, bądź przychodzące na dwór nicejski. Władcami znanymi z pisania listów byli Teodor II Laskarys, poruszający w nich bardzo zróżnicowaną tematykę i Jan III, wymieniający korespondencję przez dłuższy kres z cesarzem Fryderykiem II.